# Dağbağ, Finike
Dağbağ là một xã thuộc huyện Finike, tỉnh Antalya, Thổ Nhĩ Kỳ. Dân số thời điểm năm 2011 là 229 người.